# اسناد و مکاتبات سیاسی ایران
اسناد و مکاتبات سیاسی ایران کتابی از عبدالحسین نوایی است که در سال ۱۳۶۳ منتشر و در مراسم کتاب سال جمهوری اسلامی ایران به‌عنوان کتاب برگزیده معرفی شد.